# ヘンリー・アイアトン

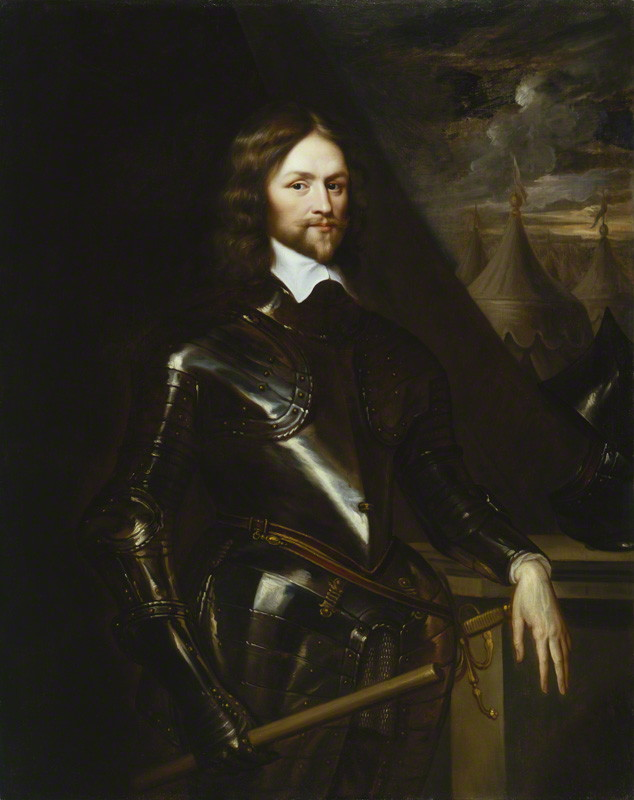
ヘンリー・アイアトン

ヘンリー・アイアトン（Henry Ireton, 1611年 - 1651年11月26日）は、イングランドの軍人、独立派の政治家。清教徒革命期の軍人であり、1642年のイングランド内戦勃発時に議会派として参戦。オリバー・クロムウェルを支持し、独立派のスポークスマンとして対外折衝に活躍した。

## 生涯
ジェントリ出身で、オックスフォード大学と法学院に学んだが、1642年にイングランド内戦が始まるとピューリタンとして議会軍に身を投じ、10月のエッジヒルの戦いと1644年7月のマーストン・ムーアの戦いに参戦し王党派と戦った。1645年6月14日のネイズビーの戦いで左翼を受け持ったが、国王軍右翼のカンバーランド公ルパートに左翼を破られ、自身も捕虜になってしまった。しかし議会軍右翼のオリバー・クロムウェルと中央のトーマス・フェアファクスが戦局を逆転勝利に導いたため、戦後クロムウェルに救出された。同年下院議員に選出され、翌1646年にクロムウェルの娘であるブリジットと結婚。
第一次イングランド内戦は議会派が勝利したが、戦後の対応を巡り長老派と独立派に分裂し対立、ニューモデル軍でも平等派と独立派に分裂し平等派が急進的な政治改革を要求しだした。1647年6月、長老派の牙城である議会が企てる軍解散に反発した軍が議会へのクーデターを計画するとアイアトンは双方の宥め役に回り、7月に軍の政治要求をジョン・ランバートと共に『建議要目』として文書に纏め軍に公表した。憲法草案とも言うべき内容は下院解散で新たな議員選出、納税額に応じた選挙権分配（制限選挙）、2年に1回の議会開催など軍の要求を明文化するが、王政は存続させるが軍事外交は制限されるべき、今後は議会が軍指揮権と官僚任命権を持つとする議会の権限拡大も盛り込んだ。
建議要目は内戦に敗れ軟禁されていたイングランド王チャールズ1世にも王党派を通して伝えられたが一蹴され、軍からも支持されず、10月により急進的な意見が『人民協定』と名付けられて平等派から発表された。独立派に属するクロムウェルは穏健派で過激な改革を望まず軍の分裂も避けたい方針で、彼に同調するアイアトンは両派の妥協を探り、かつクロムウェルの代弁者として平等派による新議会についてのパトニー討論に出席した。一方、軟禁中のチャールズ1世の身柄移し替えを部下に指示したと疑われている。
1647年10月28日から始まった討論で、平等派は人民協定で自然権に基づく国民主権と法の下の平等を主張、議会解散と隔年議会開催、普通選挙の導入および王政と上院廃止などを盛り込んだ、共和制国家を理想とする国政改革案を提案した。これに対してクロムウェルとアイアトンは意見を聞き入れある程度の理解を示したが、秩序破壊や無用の混乱を招くとして反対、議論は平行線を辿り、11月に討論は打ち切られた。
1648年にスコットランドがチャールズ1世の救出を図り第二次イングランド内戦が起こると、迎撃のため北上したクロムウェルに代わりイングランド南部へ転戦した。同年、チャールズ1世裁判の裁判官として死刑判決書に署名。翌1649年にチャールズ1世が処刑されイングランド共和国が成立すると、同年からクロムウェルと共にアイルランド征服を始めた（クロムウェルのアイルランド侵略）。1650年、スコットランドがチャールズ2世を擁立して再びイングランドとの対決姿勢を取り第三次イングランド内戦が勃発したため、対策のため5月にイングランドへ帰国したクロムウェルから軍権を託され、アイルランド征服を続行し8月にウォーターフォードを、1651年6月にリムリックを占領したが、高熱を発し11月26日に病没。死後チャールズ・フリートウッドとエドマンド・ラドローが征服活動を継続、1652年5月に終結した。
遺体はウェストミンスター寺院に埋葬されたが、1660年の王政復古で共和制に対する反動が巻き起こり、翌1661年にクロムウェルの遺体と共に墓を掘り起こされ、王殺し（レジサイド）の1人としてタイバーンで斬首刑にされた。

## 家族
ブリジットとの間に1男4女を儲けた。
- ブリジット（1650年 - 1726年） - トマス・ベンディッシュと結婚
- ヘンリー（1652年 - 1711年）
- エリザベス（生没年不詳） - トマス・ポルヒルと結婚、デイヴィッド・ポルヒルの母

未亡人となったブリジットはチャールズ・フリートウッドと再婚、フリートウッドはアイアトン亡き後のアイルランド軍司令官（Lord Deputy of Ireland、1652年 - 1655年）に任命された。